# 室蘭送信所
室蘭送信所（むろらんそうしんじょ）は室蘭市にあるテレビ・ラジオの送信所である。ここでは、室蘭市内に設置されたテレビ中継局についても併せて説明する。

## 室蘭送信所

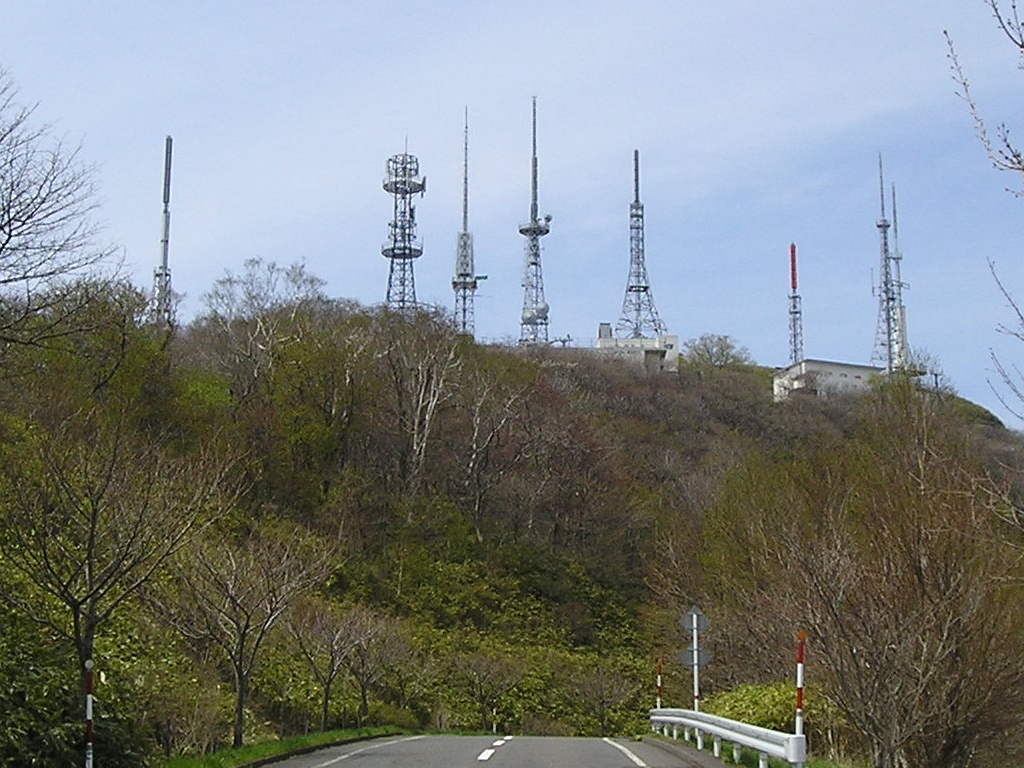
送信塔群（中腹より山頂付近を見る、2007年5月撮影）

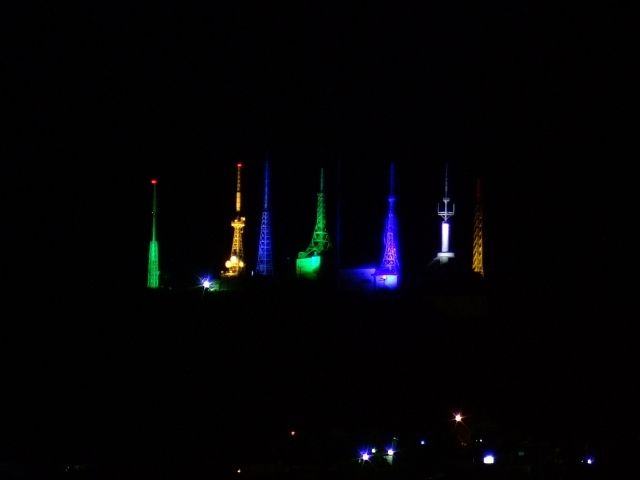
ライトアップされたテレビ塔

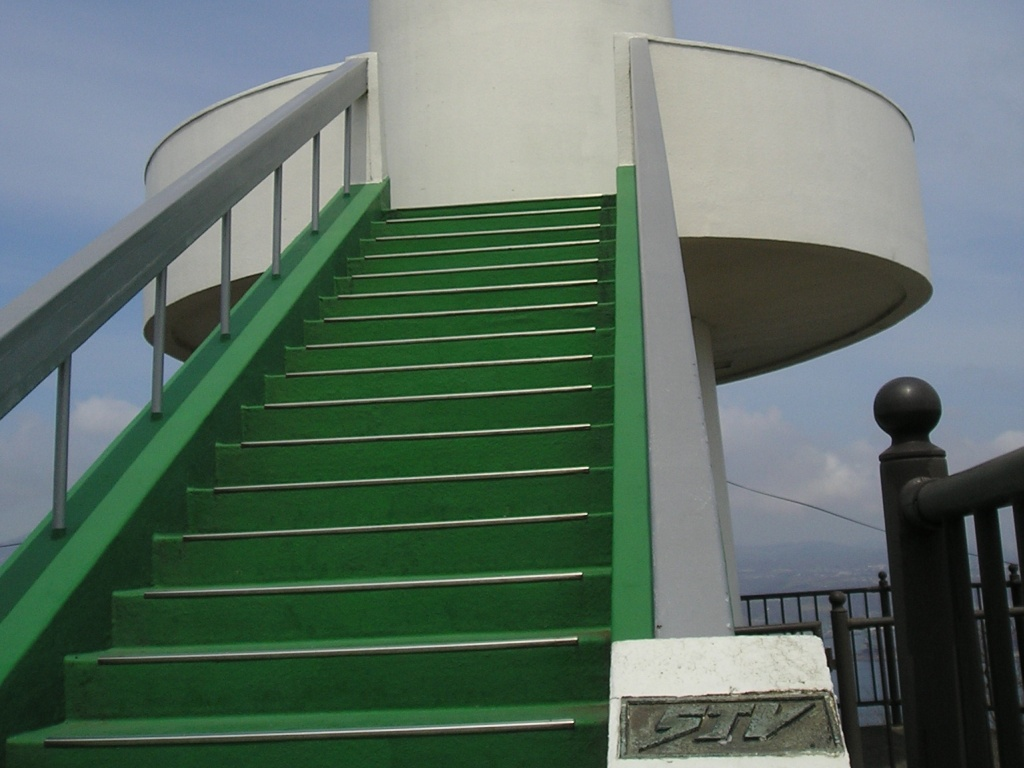
STVアナログテレビ送信塔にある展望台

測量山の山頂にテレビとFMラジオの送信所が置かれている。

### テレビジョン放送
日胆地域（胆振総合振興局・日高振興局管内）における基幹送信所であるが、測量山は内浦湾（噴火湾）岸にあるため、対岸の渡島半島からも見える。こうした事情から、測量山からの電波は、渡島半島北東部の噴火湾から北海道駒ヶ岳・亀田半島に至る地域でも受信することができる。
本来これらの地域は函館放送局のエリアであるにもかかわらず、UHF波使用前は室蘭放送局の番組を見ることを強いられており、ローカル放送対応のために、森、八雲、椴法華などの総合テレビ単独の中継局を設置して対処していた。
そこで、2007年（平成19年）10月1日の地上デジタル放送開始にあたっては、NHK総合では出力を半分ずつに分け、陸側をNHK室蘭放送局の親局とし、海側をNHK函館放送局の渡島中継局とすることとなった。
地上デジタルテレビ放送については、NHK室蘭放送局には呼出符号（コールサイン）が割り当てられているが、民放各局には割り当てられておらず、中継局扱いである。
偏波面はすべて水平偏波となっている。

#### 地上デジタルテレビジョン放送
室蘭局は2007年5月23日に、渡島局は7月11日にそれぞれ予備免許交付、室蘭･渡島両局とも、8月2日から試験放送開始、9月28日に本免許交付、10月1日から本放送開始。渡島局は受信状況改善のため、2013年8月19日から10月15日にかけて、物理チャンネルを「18」→「29」に変更する作業を実施。
| ID | 放送局名             | 呼出符号       | 物理 チャンネル | 空中線 電力 | ERP    | 放送 対象地域 | 放送区域 内世帯数 | 運用 開始日    |
| -- | -------------------- | -------------- | --------------- | ----------- | ------ | ------------- | ----------------- | -------------- |
| 1  | HBC 北海道放送       | （室蘭基幹局） | 22              | 1kW         | 10.5kW | 北海道        | 約113,100世帯     | 2007年 10月1日 |
| 2  | NHK 室蘭教育         | JOIZ-DTV       | 16              | 1kW         | 17.9kW | 全国          | 約113,100世帯     | 2007年 10月1日 |
| 3  | NHK 室蘭総合         | JOIQ-DTV       | 24              | 500W        | 7.7kW  | 胆振・日高    | 約113,100世帯     | 2007年 10月1日 |
| 3  | NHK 函館総合         | （渡島中継局） | 18 29           | 500W        | 8.1kW  | 渡島・檜山    | 約22,800世帯      | 2007年 10月1日 |
| 5  | STV 札幌テレビ放送   | （室蘭基幹局） | 31              | 1kW         | 10.5kW | 北海道        | 約113,100世帯     | 2007年 10月1日 |
| 6  | HTB 北海道テレビ放送 | （室蘭基幹局） | 20              | 1kW         | 10.5kW | 北海道        | 約113,100世帯     | 2007年 10月1日 |
| 7  | TVh テレビ北海道     | （室蘭基幹局） | 26              | 1kW         | 12.5kW | 北海道        | 約113,100世帯     | 2007年 10月1日 |
| 8  | UHB 北海道文化放送   | （室蘭基幹局） | 33              | 1kW         | 10.5kW | 北海道        | 約113,100世帯     | 2007年 10月1日 |

#### 地上アナログテレビジョン放送

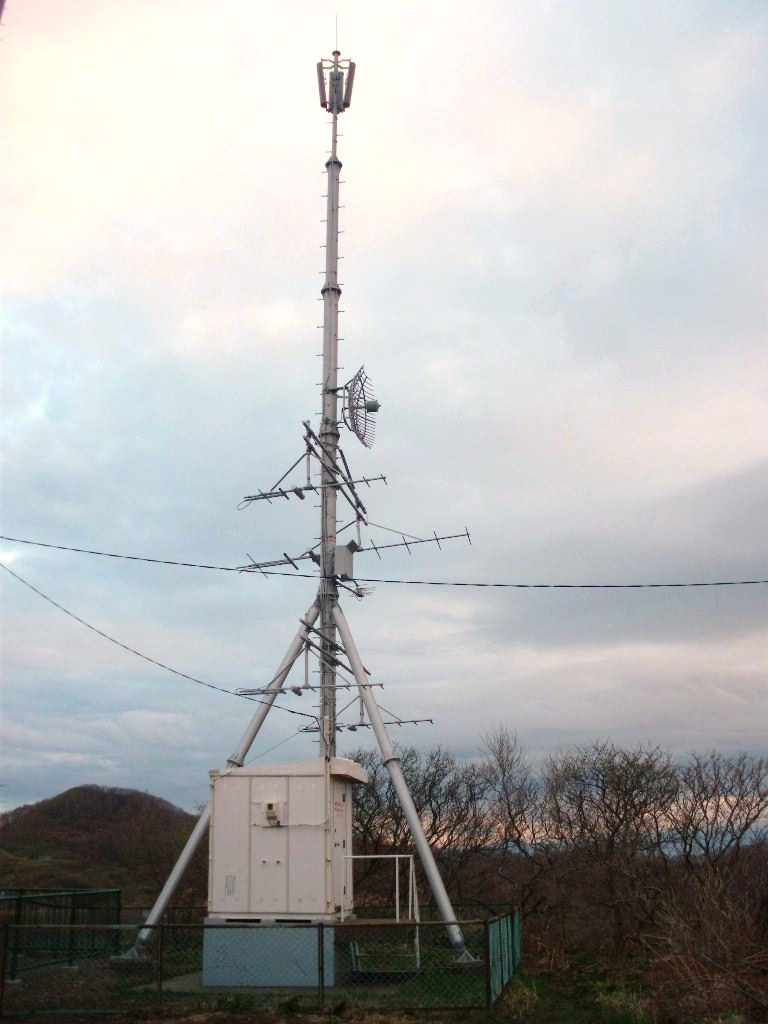
室蘭母恋アナログ中継局

2011年7月24日の停波をもって、全局が廃局となった。
| チャンネル | 放送局名             | 呼出符号       | 空中線 電力         | ERP                   | 放送対象地域                | 放送区域 内世帯数 |
| ---------- | -------------------- | -------------- | ------------------- | --------------------- | --------------------------- | ----------------- |
| 2          | NHK 室蘭教育         | JOIZ-TV        | 映像1kW/ 音声250W   | 映像5.4kW/ 音声1.35kW | 全国                        | -                 |
| 7          | STV 札幌テレビ放送   | JOLY-TV        | 映像1kW/ 音声250W   | 映像5.9kW/ 音声1.45kW | 北海道                      | -                 |
| 9          | NHK 室蘭総合         | JOIQ-TV        | 映像1kW/ 音声250W   | 映像6kW/ 音声1.5kW    | 胆振・日高 後志管内黒松内町 | -                 |
| 11         | HBC 北海道放送       | JOQF-TV        | 映像1kW/ 音声250W   | 映像5.5kW/ 音声1.35kW | 北海道                      | -                 |
| 29         | TVh テレビ北海道     | （室蘭基幹局） | 映像10kW/ 音声2.5kW | 映像105kW/ 音声26kW   | 北海道                      | -                 |
| 37         | UHB 北海道文化放送   | （室蘭基幹局） | 映像10kW/ 音声2.5kW | 映像110kW/ 音声28kW   | 北海道                      | -                 |
| 39         | HTB 北海道テレビ放送 | （室蘭基幹局） | 映像10kW/ 音声2.5kW | 映像120kW/ 音声30kW   | 北海道                      | -                 |

### FMラジオ放送
| 周波数 （MHz） | 放送局名   | 呼出符号 | 空中線 電力 | ERP    | 放送対象地域                  | 放送区域 内世帯数 |
| -------------- | ---------- | -------- | ----------- | ------ | ----------------------------- | ----------------- |
| 88.0           | NHK 室蘭FM | JOIQ-FM  | 250W        | 1.1kW  | 胆振・日高・ 後志管内黒松内町 | 不明              |
| 89.4           | AIR-G'     |          | 250W        | 1.1kW  | 北海道                        | 不明              |
| 未割当         | NORTH WAVE | 未開局   | 未開局      | 未開局 | 未開局                        | 未開局            |

- NORTH WAVEの中継局は設置されていないが、一部の番組はコミュニティFMのFMびゅーによって番組が再送信されており、2015年7月30日よりradikoによる全番組の配信も開始した。

### マルチメディア放送
| 周波数 （MHz） | 放送 局名    | 空中線 電力 | ERP  | 放送区域 | 放送区域 内世帯数 | 運用 開始日  | 放送 終了日    |
| -------------- | ------------ | ----------- | ---- | --- | ----------------- | ------------ | -------------- |
| 214.714286     | Jモバ室蘭MMH | 1.25kW      | 不明 | 室蘭市、苫小牧市の一部、登別市の一部、伊達市の一部、 函館市の一部、鹿部町、七飯町の一部、森町の一部、 八雲町の一部、長万部町の一部、豊浦町の一部、白老町の一部、 厚真町の一部、洞爺湖町の一部 | 約17万世帯        | 2013年3月2日 | 2016年 6月30日 |

- 2013年2月2日にモバキャスの予備免許が交付され[5]、2月中に試験電波の発射を開始、3月2日に本放送を開始した[3]。
- 2016年6月30日にNOTTVのサービス終了に伴い、モバキャスは放送終了となった[4]。

NHK室蘭放送局の送信所からは、以下の放送が送信されている。
- NHK室蘭放送局の全テレビ・FM放送
- NHK函館放送局総合デジタルTV（渡島中継局）
- AIR-G'（室蘭中継局）

鉄塔は2本あり、1本はデジタルTV、もう1本はFM放送を送信。TVhは局単独のデジタル施設となっており、かつてはアナログ放送設備も併設していた。TVh以外の民放テレビ局は、アナログでは各局独自の施設となっていたが、デジタルでは旧HBCアナログ送信所の隣に共同で新設している。旧HBCアナログ送信施設はデジタル送信施設を建設する際に局舎が減築され、アナログ放送終了後はアンテナのみ撤去された。旧STVアナログ送信施設は展望台が設置されており、一般に開放されているため、アンテナと局舎のみ撤去され、残された鉄塔にはパノラマカメラが設置された。旧HTBアナログ送信施設には公衆便所が設置されていたが、送信施設自体の撤去とともに撤去された。旧UHBアナログ送信施設はJモバ送信所に使われていたが、2016年の放送終了後、そのままになっていた中、2021年になって鉄塔が撤去された。一方で、局舎が撤去されたかは不明。
NHK室蘭放送局・TVh以外のアナログテレビジョン送信施設は、2011年7月24日の停波をもって運用を終了し廃局となった。

## 室蘭母恋中継局
室蘭市母恋南町2丁目にあるテレビ中継局。偏波面は、アナログ・デジタルともに水平偏波となっている。

### 地上デジタルテレビジョン放送
| リモコン キーID | 放送局名             | 物理 チャンネル | 空中線 電力 | ERP   | 放送対象地域 | 放送区域 内世帯数 | 開局日          |
| --------------- | -------------------- | --------------- | ----------- | ----- | ------------ | ----------------- | --------------- |
| 1               | HBC 北海道放送       | 15              | 300mW       | 740mW | 北海道       | 約2,900世帯       | 2010年 12月24日 |
| 2               | NHK 室蘭教育         | 13              | 300mW       | 740mW | 全国         | 約2,900世帯       | 2010年 12月24日 |
| 3               | NHK 室蘭総合         | 21              | 300mW       | 720mW | 胆振・日高   | 約2,900世帯       | 2010年 12月24日 |
| 5               | STV 札幌テレビ放送   | 25              | 300mW       | 700mW | 北海道       | 約2,900世帯       | 2010年 12月24日 |
| 6               | HTB 北海道テレビ放送 | 17              | 300mW       | 740mW | 北海道       | 約2,900世帯       | 2010年 12月24日 |
| 7               | TVh テレビ北海道     | 23              | 300mW       | 700mW | 北海道       | 約2,900世帯       | 2010年 12月24日 |
| 8               | UHB 北海道文化放送   | 27              | 300mW       | 720mW | 北海道       | 約2,900世帯       | 2010年 12月24日 |

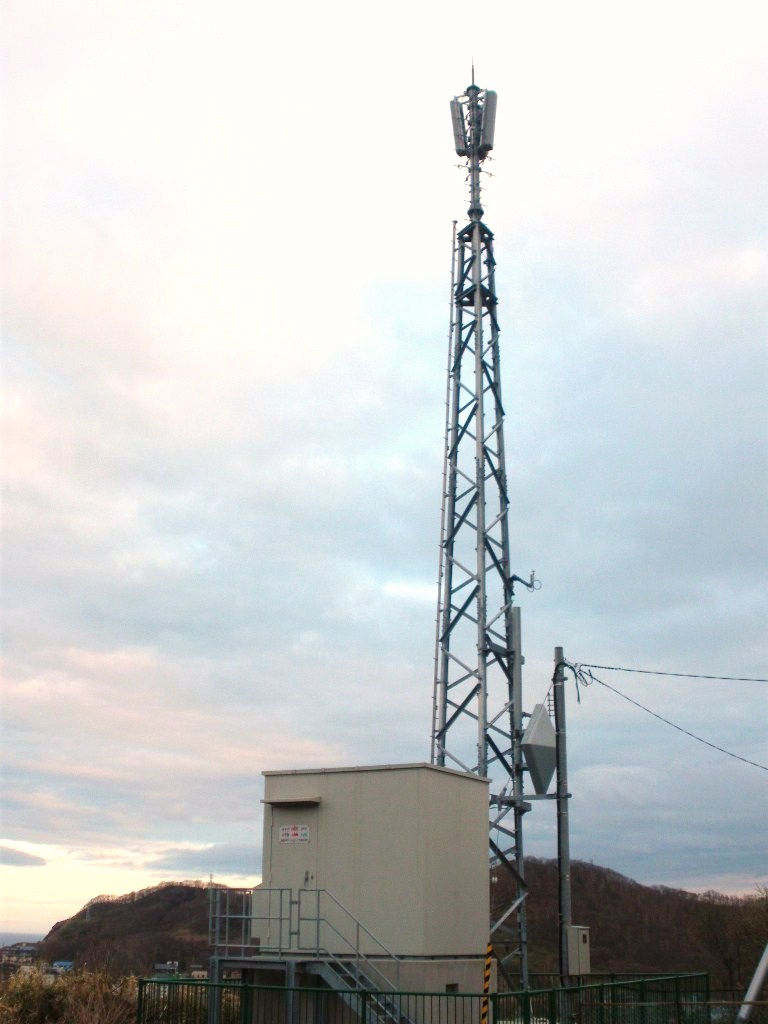
室蘭母恋デジタルテレビ中継局

- 地上デジタル放送は、2010年10月15日に予備免許交付、11月25日から試験放送開始、12月24日に本免許交付で同日から本放送開始。民放は当初自力建設困難となっていた。

### 地上アナログテレビジョン放送
| チャンネル | 放送局名             | 空中線 電力       | ERP                 | 放送対象地域                | 放送区域 内世帯数 |
| ---------- | -------------------- | ----------------- | ------------------- | --------------------------- | ----------------- |
| 50         | NHK 室蘭教育         | 映像3W/ 音声750mW | 映像7.7W/ 音声1.9W  | 全国                        | 不明              |
| 52         | NHK 室蘭総合         | 映像3W/ 音声750mW | 映像7.7W/ 音声1.9W  | 胆振・日高・ 寿都郡黒松内町 | 不明              |
| 54         | HBC 北海道放送       | 映像3W/ 音声750mW | 映像7.5W/ 音声1.9W  | 北海道                      | 不明              |
| 56         | STV 札幌テレビ放送   | 映像3W/ 音声750mW | 映像7.5W/ 音声1.9W  | 北海道                      | 不明              |
| 58         | HTB 北海道テレビ放送 | 映像3W/ 音声750mW | 映像7.4W/ 音声1.85W | 北海道                      | 不明              |
| 60         | UHB 北海道文化放送   | 映像3W/ 音声750mW | 映像7.4W/ 音声1.85W | 北海道                      | 不明              |
| 62         | TVh テレビ北海道     | 映像3W/ 音声750mW | 映像7.4W/ 音声1.85W | 北海道                      | 不明              |

## 室蘭知利別中継局
室蘭知利別中継局は室蘭市高砂町3丁目164番地に設置された中継局。室蘭市高砂町・知利別町や登別市の一部地域など、測量山からの室蘭送信所の電波が届きにくい地域へ放送を送信している。偏波面は水平偏波となっている。

### 地上デジタルテレビジョン放送
| ID | 放送局名             | 物理 チャンネル | 空中線 電力 | ERP   | 放送対象地域 | 放送区域 内世帯数 | 開局日          |
| -- | -------------------- | --------------- | ----------- | ----- | ------------ | ----------------- | --------------- |
| 1  | HBC 北海道放送       | 15              | 300mW       | 1.5W  | 北海道       | 約9,300世帯       | 2010年 12月24日 |
| 2  | NHK 室蘭教育         | 13              | 300mW       | 1.45W | 全国         | 約9,300世帯       | 2010年 12月24日 |
| 3  | NHK 室蘭総合         | 21              | 300mW       | 1.45W | 胆振・日高   | 約9,300世帯       | 2010年 12月24日 |
| 5  | STV 札幌テレビ放送   | 25              | 300mW       | 1.45W | 北海道       | 約9,300世帯       | 2010年 12月24日 |
| 6  | HTB 北海道テレビ放送 | 17              | 300mW       | 1.5W  | 北海道       | 約9,300世帯       | 2010年 12月24日 |
| 7  | TVh テレビ北海道     | 23              | 300mW       | 1.45W | 北海道       | 約9,300世帯       | 2010年 12月24日 |
| 8  | UHB 北海道文化放送   | 27              | 300mW       | 1.45W | 北海道       | 約9,300世帯       | 2010年 12月24日 |

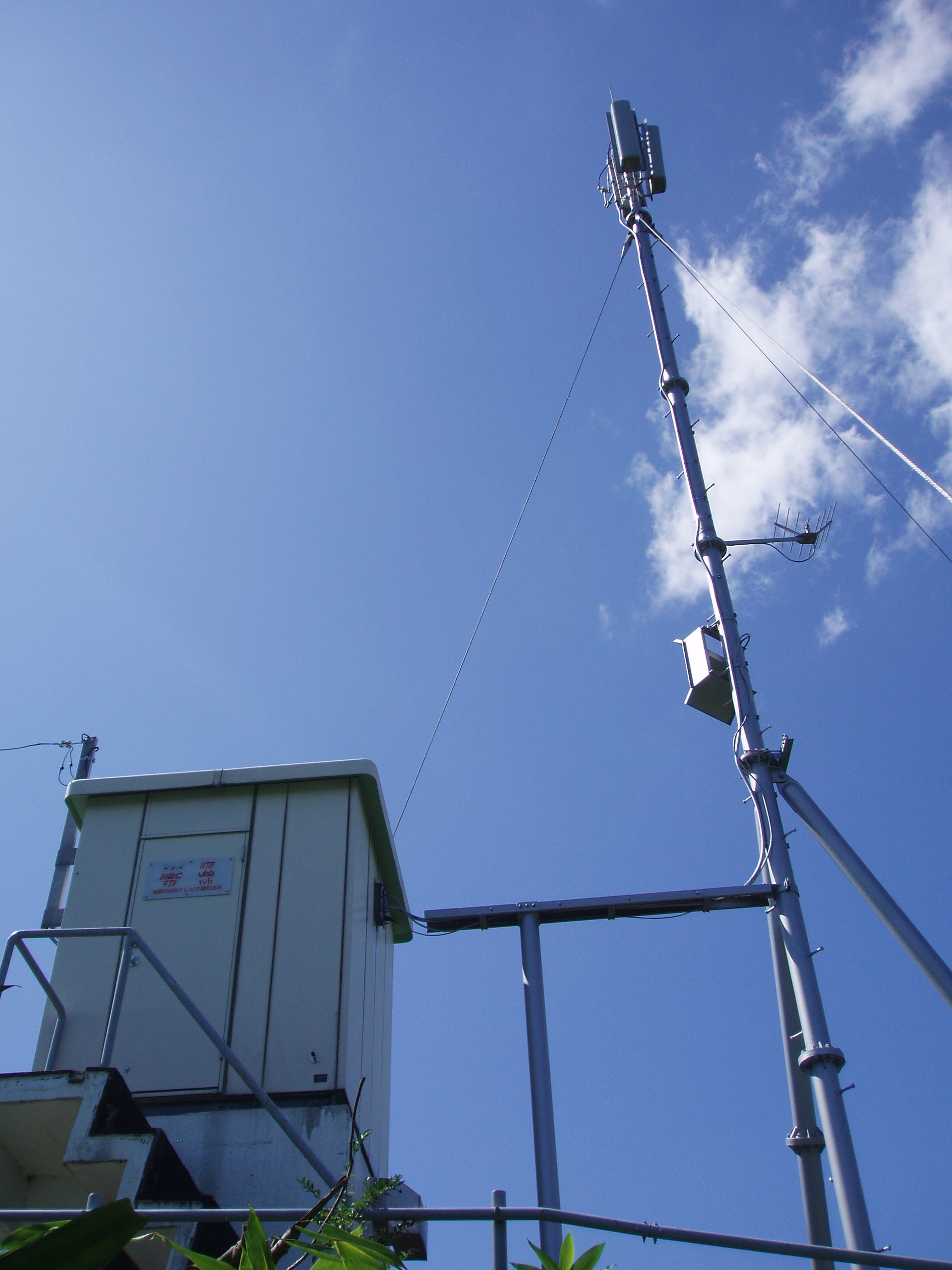
室蘭知利別中継局

- 2010年10月27日に予備免許交付、11月26日から試験放送開始、12月24日に本免許交付で同日から本放送開始。

### 地上アナログテレビジョン放送
| 物理 チャンネル | 放送局名             | 空中線 電力       | ERP                 | 放送対象地域                  | 放送区域 内世帯数 |
| --------------- | -------------------- | ----------------- | ------------------- | ----------------------------- | ----------------- |
| 35              | HTB 北海道テレビ放送 | 映像3W/ 音声750mW | 映像17W/ 音声4.2W   | 北海道                        | 約8,800世帯       |
| 41              | STV 札幌テレビ放送   | 映像3W/ 音声750mW | 映像16.5W/ 音声4.1W | 北海道                        | 約8,800世帯       |
| 43              | HBC 北海道放送       | 映像3W/ 音声750mW | 映像16.5W/ 音声4.1W | 北海道                        | 約8,800世帯       |
| 45              | NHK 室蘭総合         | 映像3W/ 音声750mW | 映像17W/ 音声4.2W   | 胆振・日高・ 後志管内黒松内町 | 約8,800世帯       |
| 47              | NHK 室蘭教育         | 映像3W/ 音声750mW | 映像17W/ 音声4.2W   | 全国                          | 約8,800世帯       |
| 50              | TVh テレビ北海道     | 映像3W/ 音声750mW | 映像16.5W/ 音声4.1W | 北海道                        | 約8,800世帯       |
| 58              | UHB 北海道文化放送   | 映像3W/ 音声750mW | 映像16W/ 音声4W     | 北海道                        | 約8,800世帯       |

- かつてUHBは33chで、TVhは31chで放送されていたが、室蘭デジタル送信所開局に伴う混信対策により2005年9月に現在のチャンネルへ変更された。

## 室蘭陣屋中継局
室蘭市陣屋町2丁目12番地にあるミニサテライト局。室蘭市陣屋町とその周辺へ放送を送信している。

### 地上デジタルテレビジョン放送
| ID | 放送局名             | 物理 チャンネル | 空中線 電力 | ERP  | 放送対象地域 | 放送区域 内世帯数 | 開局日         |
| -- | -------------------- | --------------- | ----------- | ---- | ------------ | ----------------- | -------------- |
| 1  | HBC 北海道放送       | 19              | 10mW        | 26mW | 北海道       | 約300世帯         | 2010年 9月30日 |
| 2  | NHK 室蘭教育         | 13              | 10mW        | 26mW | 全国         | 約300世帯         | 2010年 9月30日 |
| 3  | NHK 室蘭総合         | 15              | 10mW        | 26mW | 胆振・日高   | 約300世帯         | 2010年 9月30日 |
| 5  | STV 札幌テレビ放送   | 21              | 10mW        | 26mW | 北海道       | 約300世帯         | 2010年 9月30日 |
| 6  | HTB 北海道テレビ放送 | 23              | 10mW        | 26mW | 北海道       | 約300世帯         | 2010年 9月30日 |
| 7  | TVh テレビ北海道     | 14              | 10mW        | 26mW | 北海道       | 約300世帯         | 2010年 9月30日 |
| 8  | UHB 北海道文化放送   | 25              | 10mW        | 26mW | 北海道       | 約300世帯         | 2010年 9月30日 |

- 2010年4月26日にはNHKに、9月17日には在札民放局にそれぞれ予備免許交付、NHK･在札民放局共、9月24日から試験放送開始、9月30日に本免許交付及び本放送開始。
- 後述するアナログ放送同様垂直偏波。

### 地上アナログテレビジョン放送
| チャンネル | 放送局名             | 空中線 電力         | ERP                 | 放送対象地域                  | 放送区域 内世帯数 |
| ---------- | -------------------- | ------------------- | ------------------- | ----------------------------- | ----------------- |
| 49         | NHK 室蘭教育         | 映像100mW/ 音声25mW | 映像310mW/ 音声77mW | 全国                          | 不明              |
| 51         | UHB 北海道文化放送   | 映像100mW/ 音声25mW | 映像310mW/ 音声77mW | 北海道                        | 不明              |
| 53         | HTB 北海道テレビ放送 | 映像100mW/ 音声25mW | 映像310mW/ 音声77mW | 北海道                        | 不明              |
| 55         | STV 札幌テレビ放送   | 映像100mW/ 音声25mW | 映像310mW/ 音声77mW | 北海道                        | 不明              |
| 57         | NHK 室蘭総合         | 映像100mW/ 音声25mW | 映像310mW/ 音声77mW | 胆振・日高・ 後志管内黒松内町 | 不明              |
| 59         | HBC 北海道放送       | 映像100mW/ 音声25mW | 映像310mW/ 音声77mW | 北海道                        | 不明              |
| 61         | TVh テレビ北海道     | 映像100mW/ 音声25mW | 映像310mW/ 音声77mW | 北海道                        | 不明              |

## 室蘭輪西テレビ中継局

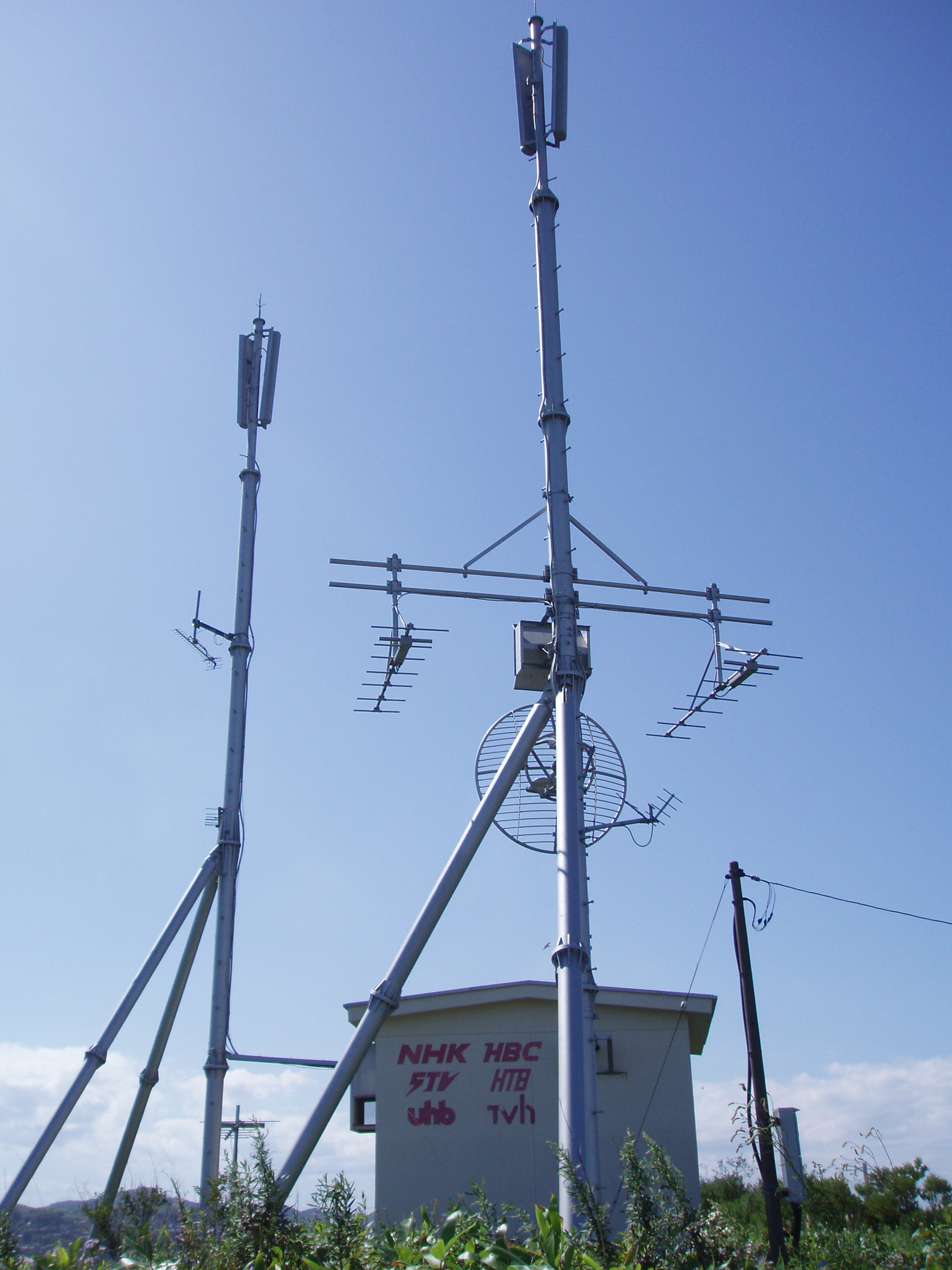
室蘭輪西中継局

北海道室蘭市東町にある中継局。東室蘭地区（東室蘭駅周辺など）への放送を送信している。偏波面は、アナログ・デジタルともに水平偏波となっている。

### 地上デジタルテレビジョン放送
| リモコン キーID | 放送局名             | 物理 チャンネル | 空中線 電力 | ERP  | 放送対象地域 | 放送区域 内世帯数 | 開局日          |
| --------------- | -------------------- | --------------- | ----------- | ---- | ------------ | ----------------- | --------------- |
| 1               | HBC 北海道放送       | 34              | 1W          | 5.5W | 北海道       | 約17,400世帯      | 2010年 12月24日 |
| 2               | NHK 室蘭教育         | 32              | 1W          | 5.5W | 全国         | 約17,400世帯      | 2010年 12月24日 |
| 3               | NHK 室蘭総合         | 36              | 1W          | 5.4W | 胆振・日高   | 約17,400世帯      | 2010年 12月24日 |
| 5               | STV 札幌テレビ放送   | 28              | 1W          | 5.5W | 北海道       | 約17,400世帯      | 2010年 12月24日 |
| 6               | HTB 北海道テレビ放送 | 38              | 1W          | 5.4W | 北海道       | 約17,400世帯      | 2010年 12月24日 |
| 7               | TVh テレビ北海道     | 40              | 1W          | 5.2W | 北海道       | 約17,400世帯      | 2010年 12月24日 |
| 8               | UHB 北海道文化放送   | 30              | 1W          | 5.5W | 北海道       | 約17,400世帯      | 2010年 12月24日 |

- 地上デジタル放送（地デジ）は、2010年10月15日に予備免許交付、11月25日から試験放送開始、12月24日に本免許交付で同日から本放送開始。当初は、室蘭送信所のカバー状況を見ながら「置局」か「置局不要」かを決めていた。また、民放は当初自力建設困難となっていた。

### 地上アナログテレビジョン放送
| チャンネル | 放送局名             | 空中線電力        | ERP                | 放送対象地域                | 放送区域 内世帯数 |
| ---------- | -------------------- | ----------------- | ------------------ | --------------------------- | ----------------- |
| 49         | NHK 室蘭教育         | 映像10W/ 音声2.5W | 映像60W/ 音声15W   | 全国                        | 不明              |
| 51         | NHK 室蘭総合         | 映像10W/ 音声2.5W | 映像59W/ 音声14.5W | 胆振・日高・ 寿都郡黒松内町 | 不明              |
| 53         | HBC 北海道放送       | 映像10W/ 音声2.5W | 映像63W/ 音声15.5W | 北海道                      | 不明              |
| 55         | STV 札幌テレビ放送   | 映像10W/ 音声2.5W | 映像63W/ 音声15.5W | 北海道                      | 不明              |
| 57         | HTB 北海道テレビ放送 | 映像10W/ 音声2.5W | 映像63W/ 音声15.5W | 北海道                      | 不明              |
| 59         | UHB 北海道文化放送   | 映像10W/ 音声2.5W | 映像63W/ 音声15.5W | 北海道                      | 不明              |
| 61         | TVh テレビ北海道     | 映像10W/ 音声2.5W | 映像63W/ 音声15.5W | 北海道                      | 不明              |

## ラジオ送信所
室蘭市内にある胆振総合振興局・日高振興局エリアのAMラジオ放送やコミュニティFMの送信所はそれぞれ独自の場所に設置されている。

### 中波放送
- NHKラジオ室蘭ラジオ放送所（第1、第2） - 室蘭市山手町1丁目14番地
- HBCラジオ室蘭送信所 - 室蘭市山手町1丁目13番2号
- STVラジオ室蘭中継所 -室蘭市柏木町（送信所建物の施設管理は親会社の札幌テレビ放送（STV）が受け持っている）

| 周波数 （kHz） | 放送局名                     | コールサイン | 空中線 電力 | 放送対象地域 | 放送区域 内世帯数 | 放送開始日      |
| -------------- | ---------------------------- | ------------ | ----------- | ------------ | ----------------- | --------------- |
| 864            | HBC 北海道放送 （HBCラジオ） | JOQF         | 3kW         | 北海道       | 不明              | 1956年 10月23日 |
| 945            | NHK 室蘭第1                  | JOIQ         | 3kW         | 胆振・日高   | 不明              | 1942年 2月21日  |
| 1125           | NHK 室蘭第2                  | JOIZ         | 1kW         | 全国         | 不明              | 1952年 4月20日  |
| 1440           | STVラジオ                    | なし         | 3kW         | 北海道       | 不明              | 1976年 11月4日  |

放送エリアは原則として胆振・日高地方の全域、渡島地方の内浦湾・大沼国定公園周辺。
NHK・HBCは一部地域を江別ラジオ放送所やNHK亀田ラジオ放送所、HBC函館ラジオ送信所でカバーしている。
NHKラジオ第1・第2
- ラジオ第1のコールサインは、1946年（昭和21年）9月1日から1948年（昭和23年）6月30日までは“JOIK2”、1948年（昭和23年）7月1日から1982年（昭和57年）10月31日までは“JOIU”が割り当てられていた。なお、現行の“JOIQ”は、かつて稚内ラジオ中継放送所に割り当てられていた。また、“JOIU”は1984年（昭和59年）9月1日に開局したエフエム沖縄に割り当てられた。
- ラジオ第2のコールサインは、開局から1982年（昭和57年）10月31日まで“JOIT”が割り当てられていた。
- コールサインは全国のNHKで唯一、コールサインでJO*Q・JO*Zの組み合わせを使用している。

HBCラジオ
- 室蘭放送局は函館放送局に機能統合され、2003年（平成15年）以降独自番組の制作を取りやめており、ローカルCMを除き事実上渡島総合振興局・檜山振興局（道南）地域に組み込まれた。

STVラジオ
- 室蘭局は札幌局、苫小牧局との間で精密同一周波数放送を行っている[11]都合上唯一コールサインが付与されておらず、室蘭・苫小牧地区も札幌放送局の中継局扱いであり、ローカルSB帯のCMは札幌局と同一の内容である。

### コミュニティFM
- 室蘭市および登別市、伊達市（大滝地区をのぞく）[12]においてコミュニティFM放送を行う室蘭まちづくり放送（FMびゅー）の放送送信施設は室蘭市御前水町3丁目に設置されている（御前水送信所[13]）。室蘭市の約90%の世帯を聴取対象としている。

| 周波数 （MHz） | 放送局名 | コールサイン | 空中線 電力 | ERP   | 放送対象地域 | 放送区域 内世帯数 |
| -------------- | -------- | ------------ | ----------- | ----- | ------------ | ----------------- |
| 84.2           | FMびゅー | JOZZ1BA-FM   | 20W         | 16.6W | 室蘭市       | 40,692世帯        |

- 2008年（平成20年）8月10日開局。

### 年表
- 1942年（昭和17年）2月21日 - NHKラジオが開局
- 1946年（昭和21年）9月1日 - NHKラジオにコールサイン「JOIK2」が付与される
- 1948年（昭和23年）7月1日 - NHKラジオのコールサインが「JOIU」に変更される
- 1952年（昭和27年）4月20日 - NHKラジオ、第2放送が開局。コールサイン「JOIT」
- 1956年（昭和31年）10月23日 - 北海道放送（HBC）ラジオが開局。コールサイン「JOQF」
- 1976年（昭和51年）11月4日 - 札幌テレビ放送（STV）ラジオが開局
- 1982年（昭和57年）11月1日 - NHKラジオ第1放送、コールサインを「JOIQ」に、同ラジオ第2放送を「JOIZ」に変更
- 2005年（平成17年） - STVラジオ、総務大臣より札幌テレビ放送（STV）からの中波放送免許の譲渡の承認をうける。STVラジオ室蘭中継所として放送開始[14]
- 2008年（平成20年）8月10日 - 室蘭まちづくり放送、室蘭市でコミュニティFM「FMびゅー」を開局。コールサイン「JOZZ1BA-FM」